# Hop ! (revue)
Pour les articles homonymes, voir Hop.
Ne pas confondre avec la compagnie aérienne ayant exactement la même typographie.
Hop !  est une revue trimestrielle d’informations et d’études sur la bande dessinée, publiée par l’Association d’étude du mode d’expression graphique de la bande dessinée (AEMEGBD).

## Organisation
Cette association est régie par la loi de 1901.
- Directeur de la publication : Guy Pouget
- Rédacteur en chef : Louis Cance
- Soutien moral : Michel Pouget

## Contenu du magazine
Spécialisé dans l’étude de la bande dessinée sous toutes ses formes, ce fanzine trimestriel propose des dossiers, des interviews, des biographies, des bibliographies, différents récits complets et de nombreuses rubriques portant sur la bande dessinée.
En 1993, ce fanzine se dédouble:
- le bisannuel Hop ! Nostalgie BD (2 séries par an de 4 numéros), avec une numérotation impaire, consacré à la réédition d’anciennes séries, le plus souvent tombées dans l’oubli. En plus de récits à suivre sur 2 à 4 numéros, chaque HOP ! NOSTALGIE BD contient également des récits complets et des gags. Dans chaque numéro, un dossier est consacré à un des auteurs et une des séries, « Le Grenier à BD » est une vitrine de la production d’un auteur classique de la bande dessinée, et « Les Grands classiques de la BD US » se veut un survol des grandes séries Américaines entr’aperçues en France…
- le bisannuel Hop ! Actualité BD, avec une numérotation paire, consacrée aux dossiers. Il rend aussi un hommage, à la fin de chaque numéro, aux créateurs récemment disparus, dans la rubrique Remember.

## Numéros parus
Ce magazine dont le premier numéro est paru de décembre 1973 s'est arrêté en Janvier 2022 après 166 numéros (décès du fondateur Louis Cance en décembre 2023)
Certains numéros ont également été réédités sous la forme de numéro bis. Par exemple, le numéro 1 a été réédité comme numéro 24 bis.

## Récompenses
Hop ! a reçu l'Alph-Art fanzine du Festival d'Angoulême en 1992.